# La Mort de l'auteur
La Mort de l'auteur est un essai de 1967 du critique littéraire et théoricien français Roland Barthes (1915-1980). L'essai s'oppose à la pratique de la critique littéraire traditionnelle consistant à s'appuyer sur les intentions et la biographie d'un auteur pour tenter d'expliquer de façon définitive le « sens ultime » d'un texte. Au lieu de cela, l'essai met l'accent sur la primauté de l'interprétation par chaque lecteur sur toute signification « définitive » voulue par l'auteur, un processus dans lequel des caractéristiques subtiles ou inaperçues peuvent être utilisées pour obtenir un nouvel aperçu. L'essai est d'abord publié en anglais dans la revue américaine Aspen, n° 5–6 en 1967, puis l'année suivante en français dans le magazine Manteia, n° 5. Il paraît finalement en 1977 dans une anthologie des essais de Barthes, Image-Musique-Texte, ouvrage qui comprend également De l'œuvre au texte.

## Contenu
Dans son essai, Barthes s'oppose à la méthode de lecture et de critique littéraire qui s'appuie sur telle facette de l'identité d'un auteur pour comprendre le sens de son œuvre. Dans ce type de critique, les expériences et les préjugés de l'auteur servent d'« explication » définitive au texte. Pour Barthes, cette méthode de lecture qui peut sembler ordonnée et pratique se révèle bâclée et imparfaite : « Donner un auteur à un texte », et lui attribuer une interprétation unique et correspondante, « c'est imposer une limite à ce texte ».
Selon Barthes, les lecteurs doivent donc séparer une œuvre littéraire de son créateur afin de libérer le texte de la tyrannie interprétative (conception à rapprocher de celle d'Erich Auerbach sur la tyrannie narrative dans les paraboles bibliques). Chaque texte se compose de multiples couches et significations. Dans un passage célèbre (reprenant notamment un motif d'Herman Melville dans Moby Dick), Barthes établit une analogie entre le texte et les textiles : plutôt qu'une expérience individuelle, un "texte est un tissu de citations" tirées d'"innombrables centres de culture". Le sens essentiel d'une œuvre dépend des impressions des lecteurs, plutôt que des « passions » ou des « goûts » de l'écrivain ; "l'unité d'un texte ne réside pas dans ses origines" ou son créateur, "mais dans sa destination", donc son public.
N'étant plus le centre de l'influence créatrice, l'auteur devient un « scripteur » (mot que Barthes utilise expressivement pour perturber la continuité de pouvoir entre « auteur » et « autorité »). Le scripteur existe pour produire mais non pour expliquer l'œuvre ; il « naît simultanément avec le texte, n'est nullement pourvu d'un être précédant ou dépassant l'écriture, [et] n'est pas le sujet avec le livre comme prédicat ». Toute œuvre est « éternellement écrite ici et maintenant », à chaque relecture, car « l'origine » du sens réside exclusivement dans « le langage lui-même » et ses impressions sur le lecteur.
Barthes note que l'approche critique traditionnelle de la littérature pose un problème épineux : comment détecter précisément ce que l'écrivain voulait exprimer ? Sa réponse est que cela est impossible. Il introduit cette notion d'intention dans l'épigraphe de l'essai, tiré du conte Sarrasine d'Honoré de Balzac dans lequel un protagoniste masculin tombe amoureux d'un castrat qu'il prend pour une femme. Lorsque, dans le passage, le personnage raffole de sa féminité perçue, Barthes défie ses propres lecteurs de déterminer qui parle et de quoi. « Est-ce Balzac l'auteur professant des idées « littéraires » sur la féminité ? Est-ce la sagesse universelle ? Psychologie romantique ?... On ne pourra jamais savoir.» L'écriture, « la destruction de toute voix », défie l'adhésion à une seule interprétation ou perspective.
Reconnaissant la présence de cette idée (ou de ses variantes) dans les œuvres d'écrivains précédents, Barthes cite dans son essai le poète Stéphane Mallarmé : « c'est le langage qui parle ». Il reconnait aussi Marcel Proust "préoccupé par la tâche de brouiller inexorablement la relation entre l'écrivain et ses personnages » ; le mouvement surréaliste a utilisé « l'écriture automatique » pour exprimer « ce que la tête elle-même ignore » ; et la linguistique pour « montrer que l'ensemble de l'énonciation est un processus vide". L'articulation par Barthes de la mort de l'auteur est une reconnaissance radicale de cette séparation de l'autorité et de la paternité. Au lieu de découvrir un "sens unique "théologique" (le "message" de l'Auteur-Dieu)", les lecteurs d'un texte découvrent que l'écriture constitue en réalité "un espace multidimensionnel", qui ne peut être "déchiffré", mais seulement "démêlé".

## Influences et postérité
Dans une certaine mesure, les idées présentées dans La Mort de l'auteur ont été anticipées par la New criticism, une école de critique littéraire importante aux États-Unis des années 1940 jusqu'aux années 1970. Cette école diffère de la théorie de Barthes en ce qu'elle tente d'arriver à des interprétations plus autoritaires des textes. Néanmoins, le précepte central de la New criticism au sujet du « sophisme intentionnel » déclare qu'un poème n'appartient pas à son auteur ; "il est détaché de l'auteur à la naissance et parcourt le monde au-delà de son pouvoir d'intention ou de contrôle. Le poème appartient au public". Barthes lui-même déclare que la différence entre sa théorie et la New criticism réside dans la pratique du « démêlage ». L'œuvre de Barthes a beaucoup en commun avec les idées de l'école de Yale des critiques déconstructionnistes, notamment Paul de Man et Barbara Johnson dans les années 1970 (bien qu'ils rechignent à voir le sens comme seule production du lecteur). Comme les déconstructionnistes, Barthes insiste sur le caractère décousu des textes, leurs fissures de sens et leurs incongruités, interruptions et ruptures. L'essai d'A. D. Nuttall Meursault voulait-il tuer l'Arabe ? The Intentional Fallacy Fallacy (Critical Quarterly 10:1–2, juin 1968, pp. 95-106) expose les failles logiques de l'argument d'"erreur intentionnelle".
Michel Foucault aborde également la question de l'auteur dans l'interprétation critique. Dans sa conférence de 1969 « Qu'est-ce qu'un auteur ? », il développe l'idée de « fonction d'auteur » pour expliquer l'auteur comme un principe classifiant au sein d'une formation discursive particulière. Foucault ne mentionne pas Barthes dans sa conférence mais son analyse est considérée comme un défi à la description par Barthes d'une progression historique qui libère le lecteur de la domination de l'auteur.
Jacques Derrida a rendu un hommage ironique[pas clair] à La Mort de l'auteur dans son essai Les Morts de Roland Barthes.
Le théoricien littéraire Seán Burke consacre un livre entier à s'opposer à La Mort de l'auteur, appelé ostensiblement The Death and Return of the Author.
Dans l'essai satirique Roland Barthes' Resurrection of the Author and Redemption of Biography (Cambridge Quarterly 29:4, 2000, pp. 386-393), JC Carlier (un pseudonyme de Cedric Watts, professeur chercheur d'anglais à l'Université de Sussex) soutient que l'essai La Mort de l'auteur est le test décisif de la compétence critique. Ceux qui le prennent au pied de la lettre échouent automatiquement à ce test ; ceux qui le prennent ironiquement et reconnaissent une œuvre de belle fiction satirique sont ceux qui réussissent le test.
La recherche sur la pédagogie reprend par ailleurs plusieurs thèmes de La Mort de l'auteur et les applique à différents domaines de la recherche universitaire et pédagogique. Alors que les projets spécifiques varient, les préoccupations de la recherche construisent des cadres théoriques qui s'appuient sur la volonté de Barthes de mettre l'accent sur les impressions du lecteur dans les pratiques textuelles. Cependant les chercheurs considèrent les rencontres entre les étudiants et les textes comme des transactions dialogiques et autonomisantes qui devraient s'appuyer sur les connaissances de l'étudiant pour assumer la multiplicité de la langue. Dans ce sens, la recherche explore des sujets larges et variés au sein de la pédagogie, tels que l'enseignement de la maîtrise de l'information, les compétences de pensée critique et l'interprétation littéraire, la subjectivité académique et les pédagogies de l'écriture. Par exemple, un modèle d'enseignement de la maîtrise de l'information pour les bibliothécaires étend l'idée de Barthes de minimiser les façons centrées sur l'auteur de comprendre les textes en favorisant les dialogues entre les bibliothécaires et les étudiants. L'objectif de ce modèle est que le bibliothécaire écoute les valeurs et les croyances de l'étudiant et qu'il cesse d'être un « fournisseur de faits » et adopte une approche « centrée sur l'apprenant ». Des recherches supplémentaires sur le développement des compétences de pensée critique dans l'interprétation de textes littéraires étendent cette idée de transférer la responsabilité de l'apprentissage sur l'apprenant. Spécifique à l'environnement de la classe, cette recherche examine comment la littérature peut être utilisée comme lien conceptuel pour les élèves afin de relier le contenu de la classe au monde extérieur. Dans une tradition barthésienne, son objectif pédagogique met l'accent sur la subjectivité des étudiants en échafaudant des questions littéraires qui commencent à la surface mais s'élèvent finalement à un niveau interprétatif encourageant les étudiants à exprimer leurs propres points de vue. La réponse personnelle est privilégiée dans ce modèle par rapport aux réponses « bonnes ou mauvaises ».
D'autres recherches se sont inspirées de la « mort de l'auteur » uniquement pour renverser ses idées originales de perturber la singularité de la critique et de l'interprétation littéraires centrées sur l'auteur en suggérant des méthodes collaboratives de paternité qui permettent des voies de connaissance plurielles. Par exemple, dans une tentative récente de contester le « modèle d'auteur individualiste de l'érudition dans les sciences humaines », les universitaires expérimentent des formes de production et de publication par les pairs en poursuivant une collaboration d'écriture entre universitaires. Bien que le modèle articule une position d'auteur, il fait avancer les idées de Barthes d'encourager de multiples perspectives, interprétations et positions idéologiques par l'utilisation du langage en faisant de la paternité une quête d'intelligence collective qui remet en question les normes traditionnelles de l'érudition. Des études supplémentaires approfondissent cette notion avec une attention nuancée à la paternité collective. Une première explore la possibilité pour un groupe de jeunes handicapés de transmettre leurs récits de vie à travers des histoires fictives, tandis que la seconde examine les candidats enseignants écrivant des autobiographies en accordant une attention particulière à leurs valeurs en matière d'enseignement,. Toutes deux reprennent l'idée du potentiel d'un texte en tant que source de dialogue pour la construction de sens, et comment ce processus est essentiel pour l'autoréflexivité et l'autonomisation dans le processus d'alphabétisation. Bien que les cadres théoriques, les méthodes, les modèles de recherche et les publics d'études particulières varient, l'idée centrale des projets, couramment observée dans les méthodes pédagogiques constructivistes, est d'accroître le sentiment d'appartenance et d'autonomie des étudiants en leur faisant considérer plusieurs formes de connaissances contre leurs propres croyances et valeurs.